# Chikkadevanur, Kadur
Chikkadevanur là một làng thuộc tehsil Kadur, huyện Chikmagalur, bang Karnataka, Ấn Độ.